# Yawara
Pour les articles homonymes, voir Yawara (homonymie).

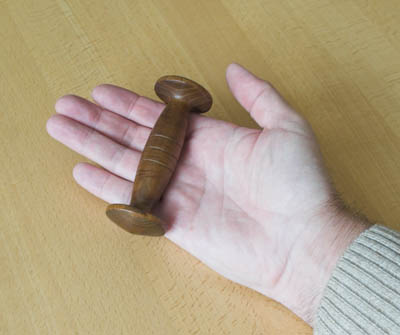

Le yawara est une arme traditionnelle japonaise utilisée dans de nombreux arts martiaux, à la fois japonais ou chinois. Il a la forme d'un cylindre de la largeur d'une main.
L'art du maniement de cette arme est le yawarajutsu.